# Gravina spumante
Il Gravina spumante è un vino DOC la cui produzione è consentita nella città metropolitana di Bari.

## Caratteristiche organolettiche
- colore: paglierino tendente al verdolino.
- odore: caratteristico, gradevole.
- sapore: secco o amabile, fresco, sapido, armonico, delicato, talvolta un po' vivace.

## Produzione
Provincia, stagione, volume in ettolitri
- nessun dato disponibile